# Christian Schrøder
Christian Schrøder (13. juli 1869 i Middelfart – 10. december 1940 i København) var en dansk skuespiller, manuskriptforfatter og filminstruktør og desuden kaptajn af reserven.
Han scenedebuterede i 1897 på Dagmarteatret og var senere ved Folketeatret i sæsonen 1899- 1900 og senere også ved Casino, Nørrebros Teater, Cirkus Varieté og Sønderbros Teater
Han filmdebuterede i 1910 i stumfilm hos Nordisk Film hvor han forblev indtil omkring 1920. Hovedsageligt var han skuespiller, men instruerede også nogle film i perioden 1912-13 og skrev filmmanuskripter. Som skuespiller gjorde han sig mest i farcer og komiske roller, bl.a. i Fyrtårnet og Bivognen. Efter stumfilmene medvirkede han i del tonefilm, den sidste kort før hans død i 1940.
Den 5. december 1900 blev han gift med Maren Caroline Pedersen. Han døde den 10. december 1940 og ligger begravet på Bispebjerg Kirkegård.

## Filmografi

### Som skuespiller
| - Kean (som regissør; instruktør Holger Rasmussen, 1910) - Fabian renser Kakkelovn (ubekendt instruktør, 1910) - Soldatens glade Liv (som Mads, soldat; ubekendt instruktør, 1910) - Den stjaalne Politibetjent (ukendt instruktør, 1910) - Christian Schrøder i Biograf-Teater (ukendt instruktør, 1910) - Christian Schrøder i Panoptikon (ubekendt instruktør, 1911) - Dødsangstens Maskespil (som kaptajn Storm; instruktør Eduard Schnedler-Sørensen, 1912) - Dr. Gar el Hamas Flugt (instruktør Eduard Schnedler-Sørensen, 1912) - Tante Bines Testamente (instruktør Eduard Schnedler-Sørensen, 1912) - Uden Nattegn (som Jens, soldat; instruktør Christian Schrøder, 1912) - Bagtalelsens Gift (instruktør Valdemar Hansen, 1912) - Den sorte Kansler (som en bissekræmmer; instruktør August Blom, 1912) - Den kære Afdøde (instruktør Eduard Schnedler-Sørensen, 1912) - Manegens Stjerne (instruktør Leo Tscherning, 1912) - Springdykkeren (instruktør Robert Dinesen, 1912) - Oscar Stribolt som Vidunderbarn (ubekendt instruktør, 1912) - Christian Schrøder som Don Juan (1912) - Hans første Honorar (instruktør August Blom, 1912) - Et Hjerte af Guld (som Aaberg, ejer af Central-Baren; instruktør August Blom, 1912) - Naar Kærligheden dør (ubekendt instruktør, 1912) - Shanghai'et (som værten i cafe "New Zealand"; instruktør Eduard Schnedler-Sørensen, 1912) - Atlantis (som Ingigerds far; instruktør August Blom, 1913)) - Den tredie Magt (som Stærke Jon; instruktør August Blom, 1913) - Gøglerens Datter (instruktør Leo Tscherning, 1913) - Ægteskabets tornefulde Vej (instruktør Sofus Wolder, 1913) - Den hvide Dame (instruktør Holger-Madsen, 1913) - En farlig Forbryder (som baron von Silberstein; instruktør August Blom, 1913) - Pressens Magt (instruktør August Blom, 1913) - Amor paa Spil (1913) - Ramasjang i Kantonnementet (1913) - Privatdetektivens Offer (instruktør Sofus Wolder, 1913) - Christian Schrøder som Lejetjener (1913) - En Skipperløgn (som en storlyvende skipper; instruktør Eduard Schnedler-Sørensen, 1913) - Ballettens Datter (som Michot, apoteker; instruktør Holger-Madsen, 1913)) - Karnevallets Hemmelighed (som grosserer Munkebye; instruktør Leo Tscherning, 1913) - Perlehalsbaandet (instruktør Sofus Wolder, 1914) - Søndagsjægerens Jagtæventyr (instruktør Eduard Schnedler-Sørensen, 1914) - Den kulørte Slavehandler (som Tom Bruce, detektiv; instruktør Lau Lauritzen Sr., 1914) - Det gamle Fyrtaarn (som Jersin, krovært; instruktør A.W. Sandberg, 1914) - Snustobaksdaasen (instruktør Sofus Wolder, 1914) - Fangens Søn (som assuranceagent; instruktør Hjalmar Davidsen, 1914) - Under falsk Flag (instruktør Sofus Wolder, 1914) - Jens Daglykke (instruktør Sofus Wolder, 1914) - Paa de vilde Vover (som "Spøgefuglen", permanent arbejdsløs; instruktør A.W. Sandberg, 1915) - 500 Kroner inden Lørdag (som fabrikant Dupont, Jeans onkel; instruktør Holger-Madsen, 1915) - Zigøjnerblod (som Zigøjnerhøvdingen Fredo; instruktør Robert Dinesen, 1915) - Carl Alstrups Kærlighed paa Aktier (som Bobinet, skomager; instruktør Lau Lauritzen Sr., 1915) - En Skilsmisse (som Clark, sagfører; instruktør Lau Lauritzen Sr., 1915) - En Kone søges (instruktør Lau Lauritzen Sr., 1915) - Helten fra Østafrika (instruktør Lau Lauritzen Sr., 1915) - Flyttedags-Kvaler (som proprietær Lund; instruktør Lau Lauritzen Sr., 1915) - Hr. Petersens Debut (instruktør Alfred Cohn, 1915) - Kvinden han frelste (som Barfleur, redaktør; instruktør Robert Dinesen, 1915) | - Hjertefejlen (som Rentier Holm; instruktør Lau Lauritzen Sr., 1915) - Morderen (instruktør Sofus Wolder, 1915) - Midnatssolen (som gamle Wahlbeck, Fritz' far; instruktør Robert Dinesen, 1916) - En dejlig Dag (instruktør Lau Lauritzen Sr., 1916) - Konfetti (instruktør Lau Lauritzen Sr., 1916) - Hønseministerens Besøg (instruktør Lau Lauritzen Sr., 1916) - Det bertillonske System (som Borgmester Bummelby; instruktør Lau Lauritzen Sr., 1916) - Studentens glade Liv (instruktør Lau Lauritzen Sr., 1916) - Penge (som Busch; instruktør Karl Mantzius, 1916) - Arvetanten (som Rudolf Stratz, forfatter, Hans' fætter; instruktør Lau Lauritzen Sr., 1916) - Sommer-Kærlighed (som Grethes far; instruktør Lau Lauritzen Sr., 1916) - En nydelig Onkel (instruktør Lau Lauritzen Sr., 1916) - En uheldig Skygge (instruktør Lau Lauritzen Sr., 1916) - Den ny Kokkepige (instruktør Lau Lauritzen Sr., 1917) - Et livligt Pensionat (som Munter, rentier; instruktør Lau Lauritzen Sr., 1917) - Expeditricen fra Østergade (instruktør A.W. Sandberg, 1917) - Amors Hjælpetropper (som Carl Bømler, grosserer; instruktør Hjalmar Davidsen, 1917) - Grevindens Ære (som Humpe-Fritz; instruktør August Blom, 1919) - Nellys Riddere (som Jokumsen, pebersvend; instruktør Lau Lauritzen Sr., 1919) - En ung mans väg (som Harald Mannberg, cand. jur.; instruktør Carl Barcklind, 1919; svensk) - Den fattige Millionær (som Elses far; instruktør Lau Lauritzen Sr., 1920) - Kærlighed og Overtro (instruktør Lau Lauritzen Sr., 1920) - Don Quixote (som præsten; instruktør Lau Lauritzen Sr., 1926) - Dødsbokseren (som kok; instruktør Lau Lauritzen Sr., 1926) - Ulvejægerne (som skræddermester Toft; instruktør Lau Lauritzen Sr., 1926) - Lykkehjulet (som kunsthandler; instruktør Urban Gad, 1926) - Vester-Vov-Vov (som Hellig Søren; instruktør Lau Lauritzen Sr., 1927) - Jokeren (som James, Mr. Carstairs tjener; instruktør Georg Jacoby, 1928; dansk/tysk) - Kraft og Skønhed (som Direktør Brown; instruktør Lau Lauritzen Sr., 1928) - Hallo! Afrika forude! (som passageren; instruktør Lau Lauritzen Sr., 1929) - Hr. Tell og Søn (som Onkel Teobald; instruktør Lau Lauritzen Sr., 1930) - Pas paa Pigerne (som direktøren; instruktør Lau Lauritzen Sr., 1930) - Fy og Bi i Kantonnement (som kaptajnen; instruktør Lau Lauritzen Sr., 1931) - Han, hun og Hamlet (som Evas far; instruktør Lau Lauritzen Sr., 1932) - Med fuld musik (som musikforlæggeren; instruktør Lau Lauritzen Sr., 1933) - Københavnere (som en husvært; instruktør Lau Lauritzen Sr., 1933) - 7-9-13 (instruktør A.W. Sandberg, 1934) - Ud i den kolde sne (som den gamle Chauffør; Lau Lauritzen Jr., instruktør Alice O'Fredericks, 1934) - Week-End (instruktør Alice O’Fredericks, Lau Lauritzen Jr., 1935) - Fange nr. 1 (som portner; instruktør Paul Fejos, 1935) - Kidnapped (instruktør Alice O’Fredericks, Lau Lauritzen Jr., 1935) - En lille tilfældighed (instruktør Johan Jacobsen, 1939) - I de gode gamle dage (som købmand Huggetønde; instruktør Johan Jacobsen, 1940) - Mandom, mod och morske män |

### Som manuskriptforfatter
- Uden Nattegn (1912)
- Den sorte Kansler (instruktør August Blom, 1912)
- Indbruddet hos Skuespillerinden (instruktør Eduard Schnedler-Sørensen, 1912)
- Christian Schrøder som Don Juan (1912)
- Den fremmede Tjener (instruktør Eduard Schnedler-Sørensen, 1913)
- Gøglerens Datter (instruktør Leo Tscherning, 1913)
- Loppen (1913)
- Christian Schrøder som Lejetjener (1913)
- En Skipperløgn (instruktør Eduard Schnedler-Sørensen, 1913)
- Søvngængersken (instruktør Holger-Madsen, 1914)
- Zigøjnerblod (instruktør Robert Dinesen, 1915)
- Studentens glade Liv (instruktør Lau Lauritzen Sr., 1916)
- Den tapre Jacob (instruktør Sofus Wolder)

### Som instruktør
- Uden Nattegn (1912)
- Brudegaven (1912)
- Christian Schrøder som Don Juan (1912)
- Hvor er Pelle? (1913)
- Professor Buchs Rejseeventyr (1913)
- Sladder (1913)
- Frederik Buch som Soldat (1913)
- Lægens Bryllupsaften (1913)
- Ramasjang i Kantonnementet (1913)
- Loppen (1913)
- Christian Schrøder som Lejetjener (1913)
- Amor paa Spil
- Koleraen